# Dan Jeannotte
Pour les articles homonymes, voir Jeannotte.
Dan Jeannotte, né le 22 septembre 1981 à Montréal (Québec) au Canada, est un acteur canadien.

## Biographie
Dan Jeannotte  est né et a grandi à Montréal, mais a déménagé à Toronto après avoir été accepté au prestigieux Actors Conservatory of the Canadian Film Center.
Depuis qu’il a terminé son programme, Dan a régulièrement joué dans les séries télévisées populaires de Reign, CW, et The Good Witch, de Hallmark Channel. Il a également fait des apparitions dans Fargo, Dark Matter, La Belle et la Bête, Being Human and Red 2.
Son travail au théâtre inclut Trout Stanley, Equus, Possible Worlds (avec Uncalled For), Cherry Docs, Le véritable inspecteur Hound, Dracula, Hedda Gabler, et As You Like It.
Dan a également travaillé sur la capture de mouvement et la voix pour le rôle principal d’Arno Dorian dans Assassin’s Creed: Unity, un jeu vidéo d’Ubisoft, pour lequel il a reçu le prix ACTRA de Montréal pour la meilleure performance de jeu vidéo.
Dan attribue le début de sa carrière d'acteur à Matt Goldberg, qui l'a déjà invité à auditionner pour une troupe d'improvisation qu'il montait; Dan doit maintenant à Matt une dette à vie.

## Filmographie

### Télévision

#### Téléfilms
- 2010 : Duo de glace, duo de feu (The Cutting Edge: Fire & Ice) de Stephen Herek : Angus Dwell
- 2019 : Un parfum de noël (Christmas in the Highlands) de Ryan Dewar : Alistair
- 2020 : Une américaine à Paris (Paris, Wine & Romance) de Alex Zamm : Jacques Fournier
- 2021 : Le sortilège de Noël (Ghosts of Christmas Past) de Virginia Abramovich : Charlie Brenson
- 2022 : Prince charmant cherche maison (Home for a Royal Heart) de Graeme Campbell : Theo
- 2022 : Un cœur à louer (Lease on Love/From Chicago With Love) de Michael Kennedy : Milo Asher
- 2022 : Une nounou au service de Sa Majesté (The Royal Nanny) de Jonathan Wright : Prince Colin
- 2023 : Les Chocolats de Cupidon (Sweeter Than Chocolate) de David Weaver : Dean Chase
- 2023 : Les Couleurs de Noël (Our Christmas Mural) de Tara Johns : Will
- 2024 : Sense and Sensibility (en) de Roger M. Bobb : Edwards Ferrars
- 2024 : Falling in Love in Niagara  de Marita Grabiak : Mike
- 2024 : Love on the Danube: Royal Getaway de Norma Bailey : Joe
- 2024 : All I Need for Christmas de David I. Strasser : Archer Donovan

#### Séries télévisées
- 2011 : Being Human : Tony DiPaulo (saison 1, épisode 3)
- 2015 : Beauty and the Beast : Scott Ellingsworth (saison 3, épisode 12)
- 2015 - 2021 : Un soupçon de magie : Brandon Russell (rôle récurrent)
- 2015 - 2017 : Reign : Le Destin d'une reine : James Stuart (saisons 3 et 4)
- 2017 - 2022 : De celles qui osent : Ryan Decker
- 2022 : Star Trek: Strange New Worlds : George Samuel "Sam" Kirk[1]
- 2025 : Chronique arctique : Olivier (épisode 6)

## Jeux vidéo
- 2015 : Assassin's Creed: Unity - Dead Kings : Arno Victor Dorian (voix)
- 2014 : Assassin's Creed: Unity : Arno Victor Dorian (voix)
- 2013 : Assassin's Creed IV: Black Flag : soldat espagnol (voix)
- 2013 : Impire : (voix)
- 2012 : Assassin's Creed III: Liberation : commerçant de Boston et New York (voix)

## Voix françaises
| - Olivier Chauvel dans (les téléfilms) : - Prince charmant cherche maison - Une nounou au service de Sa Majesté - Les chocolats de Cupidon - Les Couleurs de Noël - All I Need for Christmas - Cédric Dumond dans : - Being Human (série télévisée) - Soupçon de magie (série télévisée) - Un parfum de noël (téléfilm) - Star Trek: Strange New Worlds (série télévisée) | - Alexandre Gillet dans : - Reign : Le Destin d'une reine (série télévisée) - Une américaine à Paris (téléfilm) - Le sortilège de Noël (téléfilm) Et aussi - Alexandre Crépet (Belgique) dans De celles qui osent (série télévisée) - Marc Arnaud dans Chronique arctique (série télévisée) |